# Morethia
Genre
Morethia est un genre de sauriens de la famille des Scincidae.

## Répartition
Les espèces de ce genre sont endémiques d'Australie.

## Liste des espèces
Selon The Reptile Database (26 octobre 2012) :
- Morethia adelaidensis (Peters, 1874)
- Morethia boulengeri (Ogilby, 1890)
- Morethia butleri (Storr, 1963)
- Morethia lineoocellata (Duméril & Bibron, 1839)
- Morethia obscura Storr, 1972
- Morethia ruficauda (Lucas & Frost, 1895)
- Morethia storri Greer, 1980
- Morethia taeniopleura (Peters, 1874)

## Publication originale
- Gray, 1845 : Catalogue of the specimens of lizards in the collection of the British Museum, p. 1-289 (texte intégral).